# معرض فنون جنوب أستراليا
معرض فنون جنوب أستراليا أو معرض جنوب أستراليا الفني (AGSA) هو المعرض الوطني لجنوب أستراليا في عام 1881، ويقع في أديلايد ومن أهم متحف الفنون البصرية في استراليا ولاية جنوب استراليا. لديه مجموعة من حوالي 45000 عمل فني، مما يجعله ثاني أكبر مجموعة فنية حكومية في أستراليا (بعد معرض فيكتوريا الوطني). كجزء من المنطقة الثقافية في نورث تيراس، يحيط المعرض متحف جنوب أستراليا من الغرب وجامعة أديلايد من الشرق.
بالإضافة إلى مجموعته الدائمة، التي تشتهر بشكل خاص بمجموعتها من الفن الأسترالي، يستضيف معرض فنون جنوب أستراليا المهرجان السنوي للفن المعاصر للسكان الأصليين وسكان جزر مضيق توريس المعروف باسم تارنانثي (بالإنجليزية: Tarnanthi)، ويعرض عددًا من المعارض الزائرة كل عام ويساهم أيضًا في المعارض المتنقلة في المنطقة صالات العرض. الفن الأوروبي (بما في ذلك البريطاني) والآسيوي وأمريكا الشمالية ممثل جيدًا في مجموعاته.

## التاريخ

### المؤسسة
أقامت جمعية جنوب أستراليا للفنون، التي تأسست عام 1856 وأقدم جمعية للفنون الجميلة لا تزال قائمة، معارض سنوية في غرف معهد جنوب أستراليا ودعت إلى مجموعة فنية عامة. في عام 1880، قدم البرلمان 2000 جنيه إسترليني للمعهد لبدء الحصول على مجموعة، وتم إنشاء المعرض الوطني لجنوب أستراليا في يونيو 1881، مع 22 عملاً تم شراؤها في معرض ملبورن الدولي، إلى جانب أعمال أخرى أعارتها الملكة فيكتوريا، أمير ويلز والحكومة البريطانية وجامعي التحف من القطاع الخاص. تم افتتاحه في غرفتين من المكتبة العامة (الآن جناح مورتلوك في مكتبة الولاية)، من قبل الأمير ألبرت فيكتور والأمير جورج. في عام 1889 تم نقل المجموعة إلى مبنى معرض اليوبيل، حيث بقيت لمدة عشر سنوات. في 6 مارس 1897 توفي السير توماس إلدر، ورث 25000 جنيه إسترليني للمعرض الفني لشراء الأعمال الفنية. كانت وصية إلدر هي أول هبة كبيرة لأي معرض أسترالي، قبل سبع سنوات من معرض ألفرد فيلتون إلى معرض فيكتوريا الوطني.

### البنايات
رداً على إلدر، قامت الحكومة بتكليف مبنى مصمم خصيصًا (الآن جناح إلدر)، ومضت قدمًا بالسرعة اللازمة، لتوفير فرص عمل للتجار المهرة في وقت الركود الاقتصادي. تم تصميم المبنى من قبل س. إي. أوين سميث بأسلوب الإحياء الكلاسيكي، الذي بناه ترودجين براذرز، وافتتحه الحاكم، اللورد تينيسون في 7 أبريل 1900. تم بناءه في الأصل مع رواق مغلق، وقد اشتمل تجديد وتوسيع عام 1936 على واجهة جديدة مع رواق دوري مفتوح.، أدت التمديدات الرئيسية في عام 1962 (بما في ذلك إضافة مكيفة الهواء من ثلاثة طوابق على الجانب الشمالي)، 1979 (التجديد العام، في الوقت المناسب للاحتفال بالذكرى المئوية في عام 1981) و 1996 (التوسع الكبير) إلى زيادة عرض المعرض والمرافق الإدارية والتكميلية. المبنى مُدرج في سجل التراث بجنوب أستراليا.

### الحكم
في عام 1939، ألغى قانون برلماني، قانون المكتبات والمعاهد رقم 44 لعام 1939، قانون المكتبات العامة والمتاحف ومعرض الفنون والمعاهد وفصل المعرض عن المكتبة العامة (مكتبة الولاية حاليًا)، وأنشأ المتحف متحفًا خاصًا به. المجلس وغير اسمه إلى أرت جاليري أوف ساوث أستراليا (بالإنجليزية: Art Gallery of South Australia). صدر قانون معرض الفنون لعام 1939 لتوفير السيطرة على المكتبة. تم تعديل هذا عدة مرات منذ ذلك الحين. في عام 1967، غيّر المعرض الوطني لجنوب أستراليا اسمه إلى معرض الفنون بجنوب أستراليا. من حوالي عام 1996 حتى أواخر عام 2018، كانت آرتس سا (لاحقًا آرتس جنوب أستراليا) مسؤولة عن هذا والعديد من الهيئات القانونية الأخرى مثل المتحف ومكتبة الولاية، وبعد ذلك تم نقل الوظائف إلى الإشراف المباشر من قبل وزارة رئيس الوزراء ومجلس الوزراء، قسم الفنون والثقافة.

## المجموعة

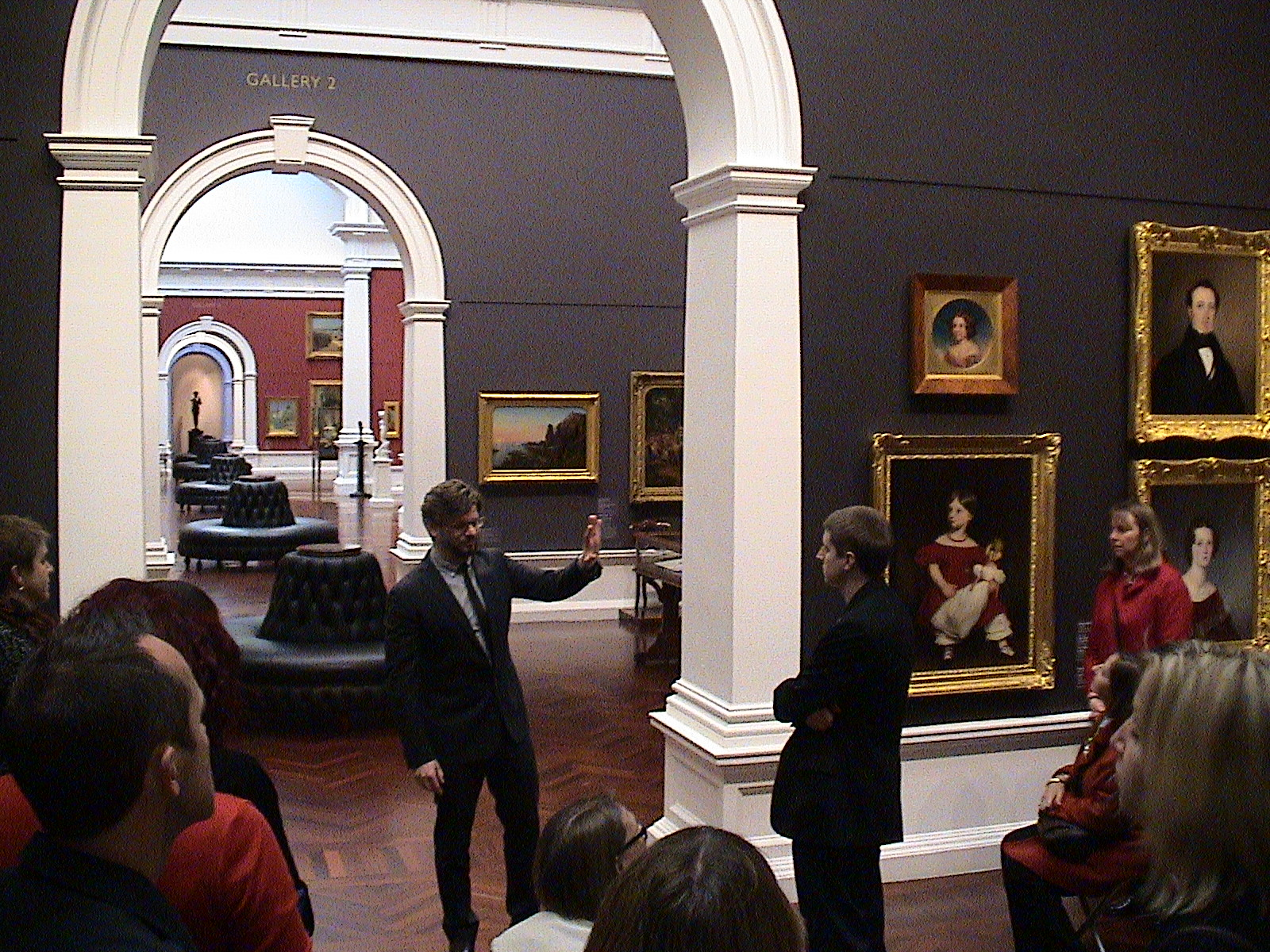
مدير مكتب المدقق العام في جنوب إفريقيا نيك ميتزفيتش يخاطب مندوبي مؤتمر متاحف أستراليا، 2012.

ليندي لي الذي يبلغُ حول 6 متر (20 قدم) هو تمثال «حياة النجوم» مثبت على الساحة الأمامية للمعرض، بعد تقديمه في بينالي 2018، عوالم مقسمة. تم إنشاؤه في شنغهاي في عام 2015، يعكس سطح التمثال المصقول من الفولاذ المقاوم للصدأ محيطه خلال النهار، ويشع الضوء في الليل. أكثر من 30000 ثقب مثقوب تم وضعها بشكل فردي بواسطة لي، تشبه خريطة مجرتنا عندما تضاء من الداخل. تم شراء التمثال من قبل المعرض كهدية وداع للمخرج المغادر نيك ميتزيفيتش في أبريل 2018.

### الفن الأسترالي
يشتهر المعرض بمجموعاته من الفن الأسترالي، بما في ذلك الفن الأسترالي الأصلي والفن الاستعماري، من حوالي عام 1800 فصاعدًا. المجموعة قوية في أعمال القرن التاسع عشر (بما في ذلك الأواني الفضية والأثاث) وخاصة اللوحات الانطباعية الأسترالية (التي يشار إليها غالبًا باسم مدرسة هايدلبرغ). تتضمن مجموعتها الفنية الحديثة في القرن العشرين أعمال العديد من الفنانات، وهناك مجموعة كبيرة من الفن في جنوب أستراليا، والتي تتضمن 2000 رسم لهانس هايسن ومجموعة كبيرة من الصور.
تشمل أعمال مدرسة هايدلبرغ " استراحة توم روبرتس"!، عطلة تشارلز كوندر في مينتون، وطريق آرثر ستريتون إلى تيمبلستو. يتم تمثيل منتصف القرن العشرين بأعمال راسل دريسديل وآرثر بويد ومارجريت بريستون وبيسي ديفيدسون وسيدني نولان، ويتضمن الفن الأسترالي الجنوبي أعمالًا لجيمس أشتون وجيفري سمارت. 
أصبح المعرض أول معرض أسترالي يحصل على عمل لفنان من السكان الأصليين في عام 1939، على الرغم من أن الاستحواذ المنهجي على فن السكان الأصليين وسكان جزر مضيق توريس لم يتحقق حتى منتصف الخمسينيات من القرن الماضي. معرض والآن يحمل مجموعة كبيرة ومتنوعة من الأعمال القديمة والمعاصرة، بما في ذلك كولاتا تجوتا التي أنشأها الفنانون الذين يعملون في شمال أستراليا.

### الفن الولي
تشمل لوحات المناظر الطبيعية الأوروبية أعمال جاكوب إيزاكسزون فان رويسدايل، وسالومون فان رويسديل، وجوزيف رايت من ديربي، وكاميل بيسارو. وتشمل أعمال أوروبية أخرى لوحات غويا، فرانشيسكو غواردي، بومبيو باتوني وكاميل كورو.
هناك مجموعة كبيرة من الأعمال الفنية البريطانية، بما في ذلك العديد من أعمال ما قبل رافائيليت للفنانين إدوارد بورن جونز وويليام هولمان هانت ودانتي غابرييل روسيتي وموريس وشركاه. وتشمل الأعمال الأخرى عمل جون ويليام ووترهاوس سيرس إنفيديوزا (1892) ومفضلات الإمبراطور هونوريوس (حوالي 1883)؛ ويليام هولمان هانت المسيح والمريميتان (1847) والمسيح القائم مع مريميتين في حديقة يوسف أراماثيا (1897)؛ وكاهنة دلفي لجون كوليير (1891). من بين أعمال رسامي البورتريه البريطانيين روبرت بيك وأنتوني فان ديك وبيتر ليلي وتوماس جينزبورو.
يشمل النحت أعمال رودان وهنري مور وباربرا هيبوورث وجاكوب إبستين، وتوماس هيرشورن.
تضم المجموعة الفنية الآسيوية، التي بدأت في عام 1904، أعمالًا من المنطقة بأكملها، مع التركيز على الفن الياباني ما قبل الحديث، وفن جنوب شرق آسيا والهند والشرق الأوسط. يحتفظ المعرض بعرض أستراليا الدائم الوحيد للفن الإسلامي.

## المعارض والتعاون
بالإضافة إلى مجموعته الدائمة، يستضيف بينالي أديلايد للفنون الأسترالية، يعرض عددًا من المعارض الزائرة كل عام، ويساهم في المعارض المتنقلة إلى المعارض الإقليمية.

### بينالي أديلايد للفنون الأسترالية
بينالي أديلايد هو «البينالي الرئيسي الوحيد المخصص حصريًا لتقديم الفن الأسترالي المعاصر»، وهو أيضًا أطول معرض لفن أسترالي معاصر. وهو مدعوم من قبل مجلس أستراليا والجهات الراعية الأخرى. يتم تقديمه بالاشتراك مع مهرجان أديلايد ويتم تنظيمه من قبل معرض سامساج الشريك، بالإضافة إلى أماكن أخرى مثل أديلايد بوتانيك جاردن وميرسيري سينما وجام فاكتوري.
تأسس بينالي أديلايد في عام 1990، ومن المقرر أن يتزامن مع أسبوع الفنان، الذي بدأ في عام 1982 للمساعدة في مواجهة التغطية الضعيفة للفنون المرئية في برنامج مهرجان أديلايد للفنون في ذلك الوقت. قدم معرض الفنون في نيو ساوث ويلز معرضًا للفن الأسترالي يسمى أستراليان بيرسبيكتا (بالإنجليزية: Australian Perspecta) في عام 1981، والذي استمر في سنوات متعاقبة مع بينالي سيدني الدولي، استجابة للحاجة إلى المزيد من المنتديات التي تركز على الفن الأسترالي. في أول تكرار له في عام 1990، انطلق بينالي أديلايد لمحاكاة بينالي ويتني للفن الأمريكي في مدينة نيويورك، وكان الهدف منه استكمال بينالي سيدني ومعارض بيرسبكتا الأسترالية. ثم قال المخرج دانيال توماس إنهم قدموا البينالي لإبقاء أستراليا على اطلاع دائم: يجذب المهرجان الزوار الدوليين ومن مختلف الولايات، وقد كان الوقت المناسب لتقديم الفن الأسترالي المعاصر لهذا الجمهور. عُرض فنانون مثل فيونا هال، التي تُعرض أعمالها الآن في المعرض الوطني للفنون، في البينالي الأول. لا يزال المعرض اليوم يعرض رؤية توماس، مع اختلاف ملحوظ هو أن الإصدار الحالي له موضوع وعنوان جذاب.

#### أحداث مختارة
كان عنوان بينالي 2014 «القلب المظلم»، وهو اختبار للحساسيات الوطنية المتغيرة، قام به المخرج نيك ميتزيفيتش، وشارك فيه 28 فنانًا.
في عام 2016، شارك المعرض في مهرجان الفن الكبير «بينالي 2016» بمعارض «ماجيك أوبجكت».
في عام 2018، كان العنوان «عوالم مقسمة»، والذي يهدف إلى «... وصف الانقسام بين الأفكار والأيديولوجيات، بين المناطق الجغرافية والمحليات، بين المجتمعات والأمم، والنظرة الذاتية والموضوعية للتجربة والواقع نفسه». وشملت الأماكن متحف علم النبات الاقتصادي في حديقة أديلايد النباتية. وقد اجتذبت حشودًا قياسية، مع أكثر من 240 ألف شخص على مدار 93 يومًا تحت إشراف المنسقة إيريكا جرين.
المنسق الفني لبينالي 2020، الذي كان من المقرر عقده في الفترة من 29 فبراير إلى 8 يونيو 2020، هو لي روب، المنسق الافتتاحي للفن المعاصر الذي تم تعيينه في عام 2016. العنوان هو «مسارح الوحوش»، يدرس «علاقاتنا مع بعضنا البعض، والبيئة والتكنولوجيا» ويعرض الكثير من الفنون الحية. يتم عرض اللوحات والتصوير الفوتوغرافي والنحت والمنسوجات والأفلام والفيديو وفن الصوت والتركيب وفن الأداء لـ 23 فنانًا، بما في ذلك أعمال عبد عبد الله وستيلارك وديفيد نونان وجاري ستيوارت ومسرح الرقص الأسترالي، ميغان كوب، وكارلا ديكنز، وجوليا روبنسون، وفنان الأداء مايك بار، وبولي بورلاند، وويلوه س.ويلاند، ويوني سكارس (الذين تم تركيب أعمالهم في البيت الميت في مبنى مشرحة أديلايد الجنونية القديمة في بوتانيك جارين،) وغيرها. ومع ذلك، اضطر المبنى إلى الإغلاق مؤقتًا اعتبارًا من 25 مارس 2020 بسبب وباء كوفيد-19 في أستراليا، لذلك تم عرض بعض المعروضات عبر الإنترنت، إلى جانب جولات افتراضية للمعرض. عندما أعيد افتتاح المعرض في 8 يونيو، تم الإعلان عن تمديد فترة المعرض حتى 2 أغسطس 2020. بعض المعروضات،

### تارنانثي
منذ عام 2015، استضاف المتحف ودعم الأحداث المرتبطة بتارنانثي (وضوحا tar-nan-dee)، مهرجان الفن المعاصر للسكان الأصليين وسكان جزر مضيق توريس. وقيل إن معرض عام 2015 هو «المعرض الأكثر طموحًا لفن السكان الأصليين وسكان جزر مضيق توريس في تاريخه البالغ 134 عامًا». بالاشتراك مع حكومة جنوب أستراليا وشركة بي اتش بي، يتم تنظيم مهرجان موسع على مستوى المدينة كل سنتين (في السنوات الفردية)، بالتناوب مع معرض مركز في المعرض في السنوات الواقعة بينهما.

### المعارض الأخرى البارزة

#### 1906: نور العالم
في عام 1906، عندما عُرض فيلم نور العالَم (بالإنجليزية: The Light of the World) للمخرج ويليام هولمان هانت، احتشد 18168 زائرًا في المعرض في أقل من أسبوعين لرؤيته.

## الرعاية والجوائز
كانت ديانا رامزي (7 مايو 1926-2017) وزوجها جيمس رامزي (1923-1996) من عشاق الفن الذين قدموا بسخاء للمعرض الفني. اعتبارًا من 2021 حصل المعرض على أكثر من 100 عمل فني بفضل كرمهم، بما في ذلك لوحات فانيسا بيل وكلاريس بيكيت وأنجيليكا كوفمان وكاميل بيسارو. أطلقت ديانا جائزة رامزي للفنون في عام 2016، قبل عام من وفاتها، ويستمر إرث الزوجين في مؤسسة جيمس وديانا رامزي، تأسست في عام 2008. تم إنشاء الوصية بواسطة وصية جيمس في عام 1994، وعند وفاة ديانا في عام 2017، تم توريث تركة جيمس بأكملها وجزء من ممتلكات ديانا لها. تدعم المؤسسة برامج الأطفال والأسرة، حيث زار أكثر من 300 ألف طفل وعائلة مكتب المدقق العام في جنوب إفريقيا منذ إنشاء البرامج في عام 2013. في نوفمبر 2019، أُعلن أن الزوجين قد توصيا 38 ميليون دولار إلى المتحف، لاستخدامها في شراء الأشغال الكبرى. كانت هذه واحدة من أكبر الوصايا التي تم إجراؤها على الإطلاق لمعرض فني في أستراليا. تراكمت ثروة العائلة بشكل أساسي بفضل عم جيمس ويليام، الذي كان مسؤولاً عن تطوير ملمع أحذية كيوي، وقد أثر شقيقه الفنان هيو رامزي على حب العائلة للفنون البصرية. كان والد جيمس هو السير جون رامزي، جراح مشهور.

### جائزة رامزي للفنون
في عام 2016، تم الإعلان عن جائزة فنية وطنية جديدة بقيمة 100000 دولار للفنانين، مفتوحة للفنانين الأستراليين الذين تقل أعمارهم عن 40 عامًا والذين يعملون في أي وسيط، من قبل رئيس جنوب أستراليا، جاي ويثريل. بدعم من مؤسسة جيمس وديانا رامزي (وأطلقتها ديانا في عيد ميلادها التسعين،)، تعتبر أغنى جائزة فنية في البلاد، تُمنح كل عامين. تم اختيار جميع المتأهلين للتصفيات النهائية من قبل لجنة تحكيم دولية، ويتم عرضهم في معرض كبير خلال أشهر الشتاء في المعرض. هناك أيضًا جائزة ليبمان كاراس بوبل تشويس غير الاستحواذية بناءً على تصويت الجمهور بقيمة 15000 دولار.

#### 2017
في عامه الافتتاحي، قدم أكثر من 450 فنانًا شابًا مشاركات. من بين المرشحين النهائيين البالغ عددهم 21 الذين تم اختيارهم للمعرض، فازت الفنانة سارة كونتوس المولودة في بيرث، والمقيمة الآن في سيدني، بالجائزة عن مشاركتها التي تحمل عنوان سارة كونتوس بريزنت: ذا لونج كيس جودباي. فازت لوحة جولي فراجار في 2016 جووس شايس: أول أوف أس توجذر هير أند نوير، والتي تستكشف قصة أنطونيو دي فراغا، أول أسلافها من الأب الذين هاجروا إلى أستراليا في القرن التاسع عشر، بجائزة اختيار الجمهور.

#### 2019
في عام 2019، تم اختيار 23 متأهلاً للتصفيات النهائية من بين 350 طلبًا. فاز فينسينت ناماتجيرا بالجائزة الرئيسية لعمله كلوس كونتاكت، 2018، وهو تمثيل مزدوج الوجه لكامل الجسم لرجل، بطلاء أكريليك على خشب رقائقي. كان الفائز بجائزة اختيار الجمهور رجل زيمبابوي يبلغ من العمر 24 عامًا بيير موكيبا (أصغر المتأهلين للتصفيات النهائية) لمسافة 3 متر (9.8 قدم) 4 متر (13 قدم) لوحة بعنوان رايد تو تشيرش (بالإنجليزية: Ride to Church)، مستوحاة من ذكريات الطفولة للعائلة بأكملها جاثمة بشكل غير مستقر إلى حد ما على دراجة نارية واحدة للسفر إلى الكنيسة.

#### 2021
في عام 2021، تم اختيار 24 متأهلاً للتصفيات النهائية من بين أكثر من 350 مشاركة. شمل المتأهلون للتصفيات النهائية من جنوب أستراليا أعمال الموسيقي والرسام زاكريا فيلدينغ (من الثنائي الحقول الكهربائية) ويورندو (صن)، للفنانة في بورت أوغوستا خوانيلا ماكنزي، في حين تم أيضًا اختيار سلسلة المصورة الإيرانية المقيمة في ملبورن هدى أفشار بعنوان أجونيستس. وفازت بالجائزة الفنانة الأسترالية الجنوبية كيت بوهونيس، عن عملها بعنوان حافة الإفراط، نحت حركي، بينما فازت هدى أفشار بجائزة اختيار الجمهور عن عملها الفوتوغرافي، أجونيستس.

## معرض الصور
أعمال أسترالية مختارة

جون جلوفر  [لغات أخرى]‏، منظر لمنزل الفنان والحديقة، في ميلز بلينز، أرض فان ديمن، 1835جون جلوفر  [لغات أخرى]‏، منظر لمنزل الفنان والحديقة، في ميلز بلينز، أرض فان ديمن، 1835
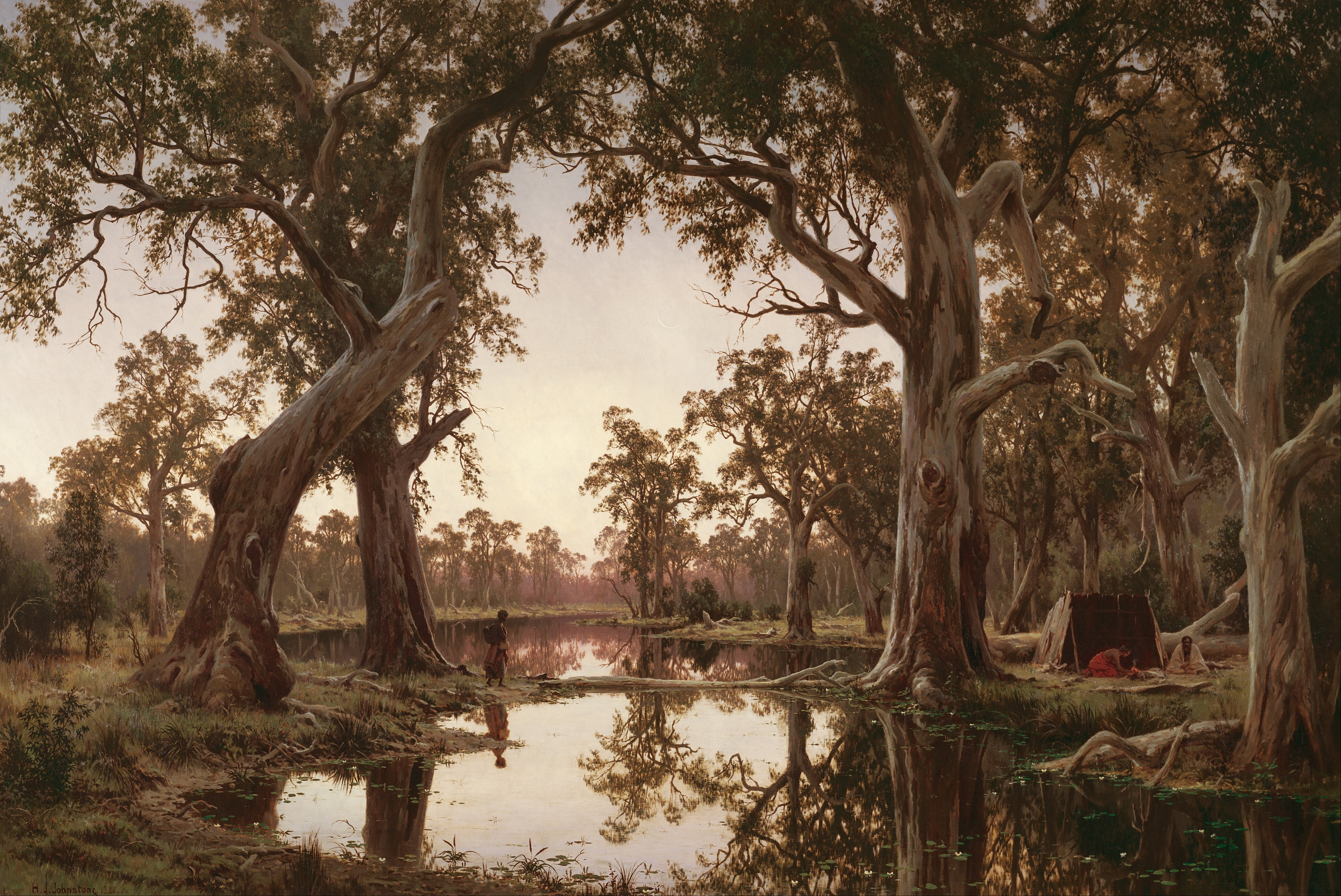
إتش جيه جونستون  [لغات أخرى]‏، ظلال المساء، المياه المنعكسة في موراي، جنوب أستراليا، ١٨٨٠
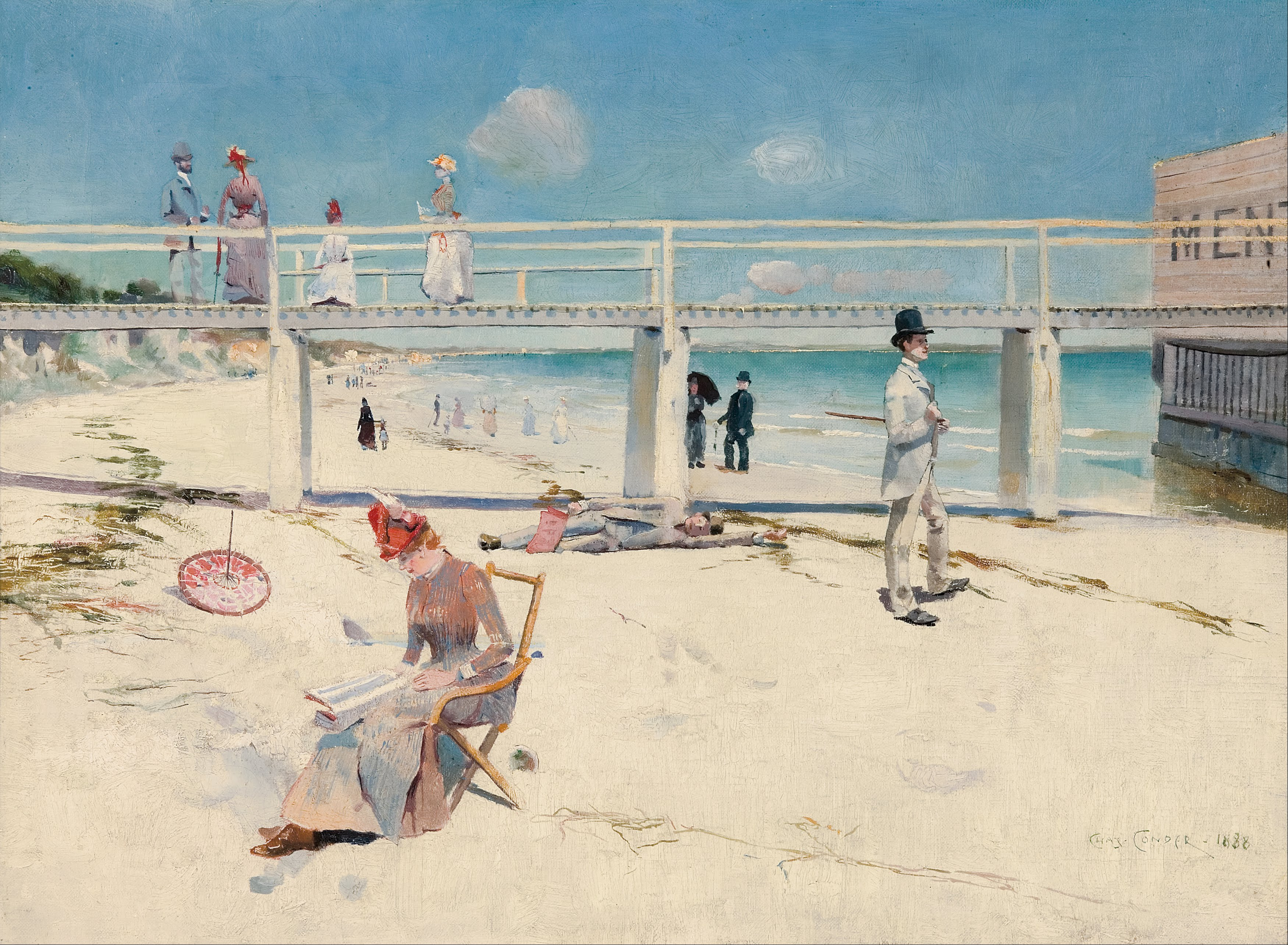
تشارلز كوندر  [لغات أخرى]‏، عطلة في مينتون  [لغات أخرى]‏، ١٨٨٨
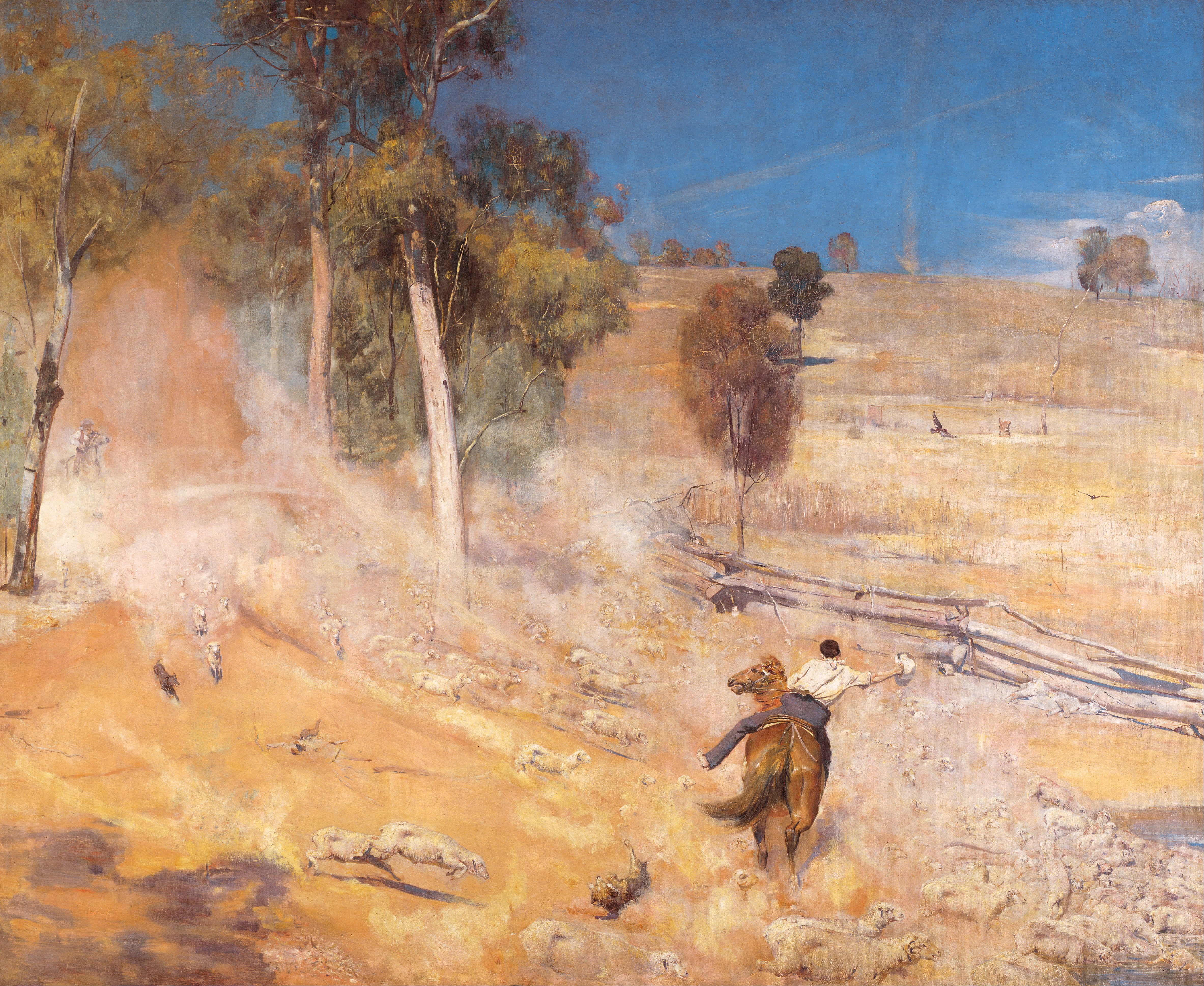
توم روبرتس، استراحة!، 1891

أعمال دولية مختارة

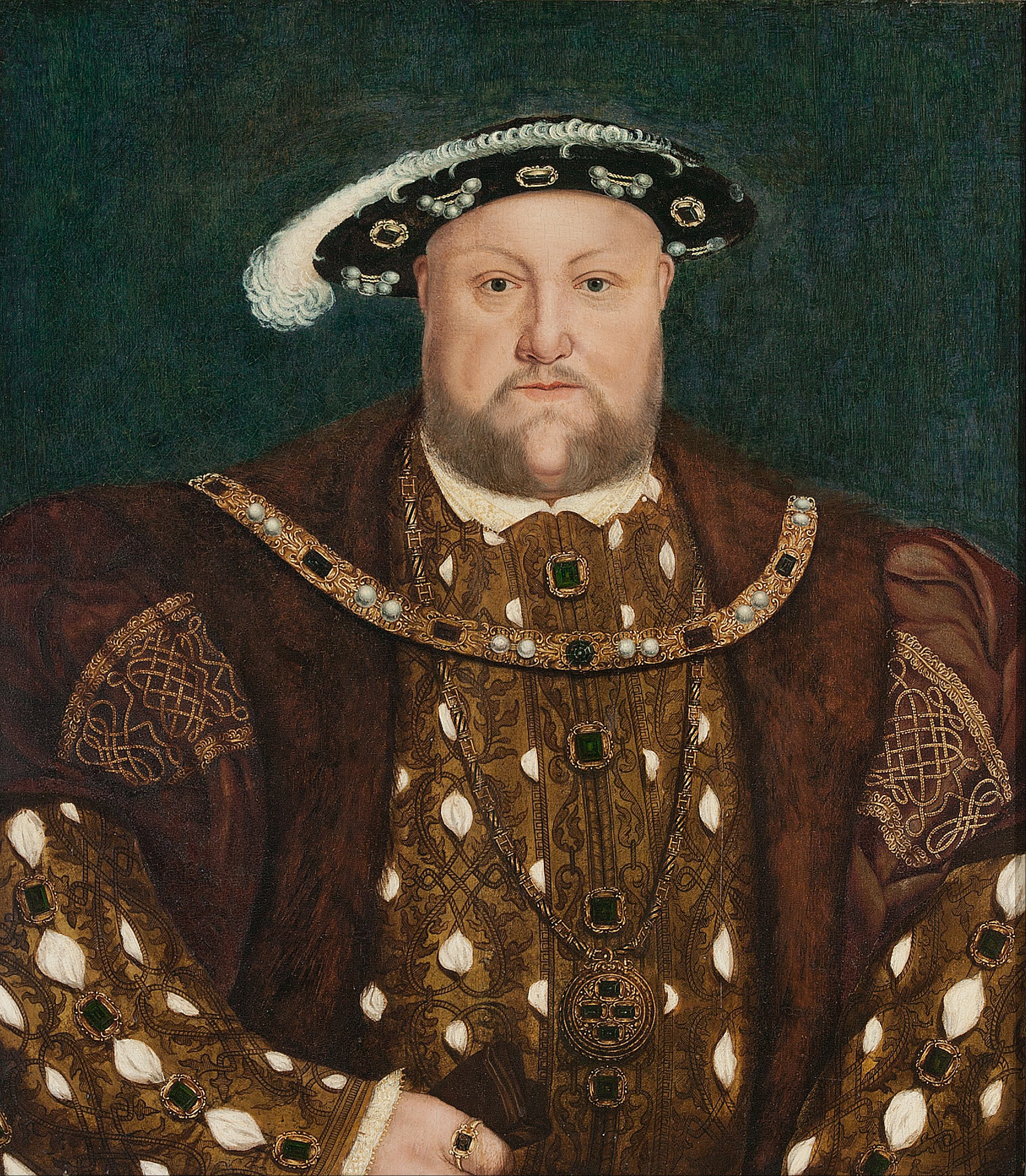
هانز هولبين الأصغر (بعد)، الملك هنري الثامن، ج. 1540
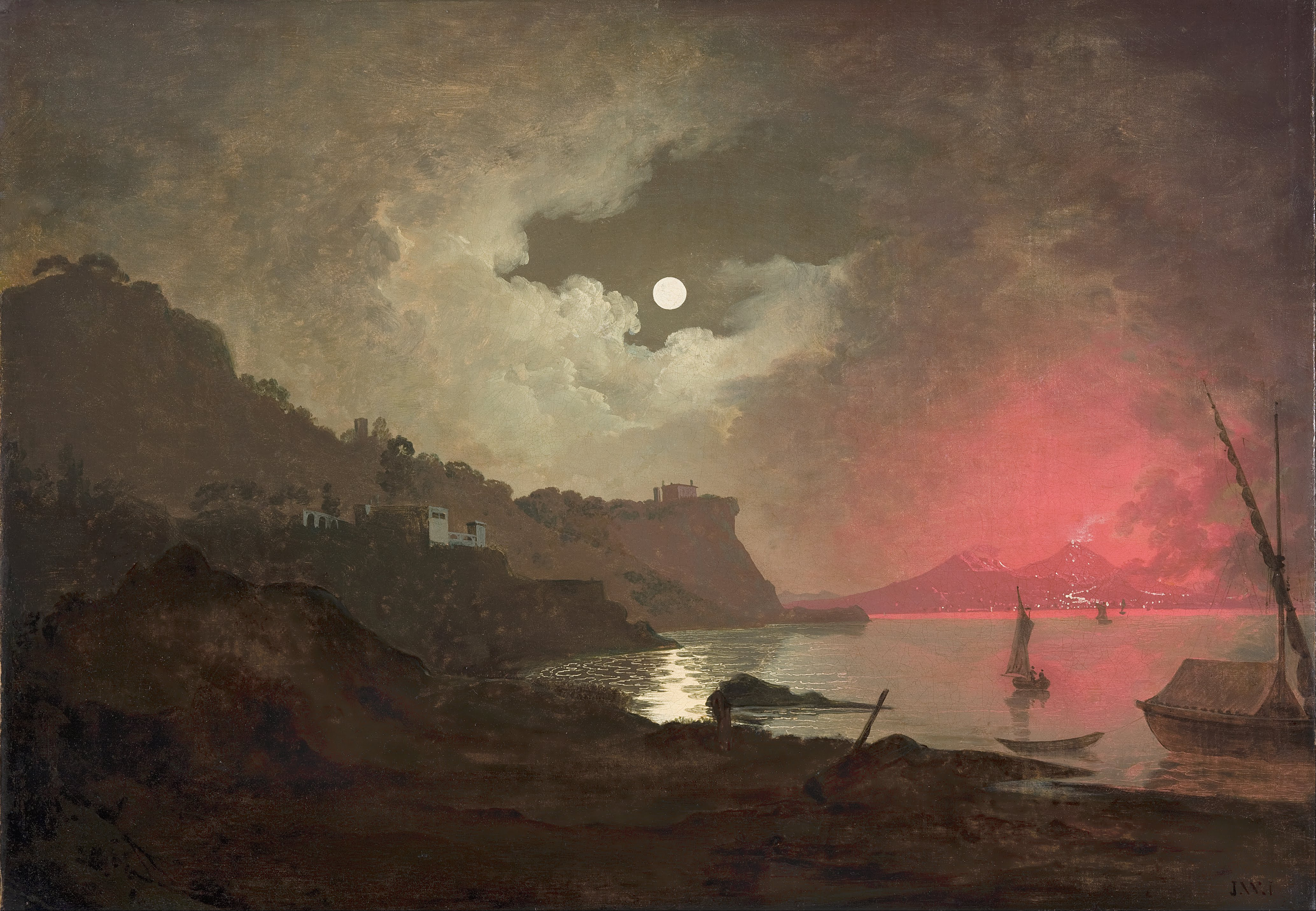
جوزيف رايت من ديربي، وجهة نظر فيزوف من بوسيليبو، نابولي، ج. 1788
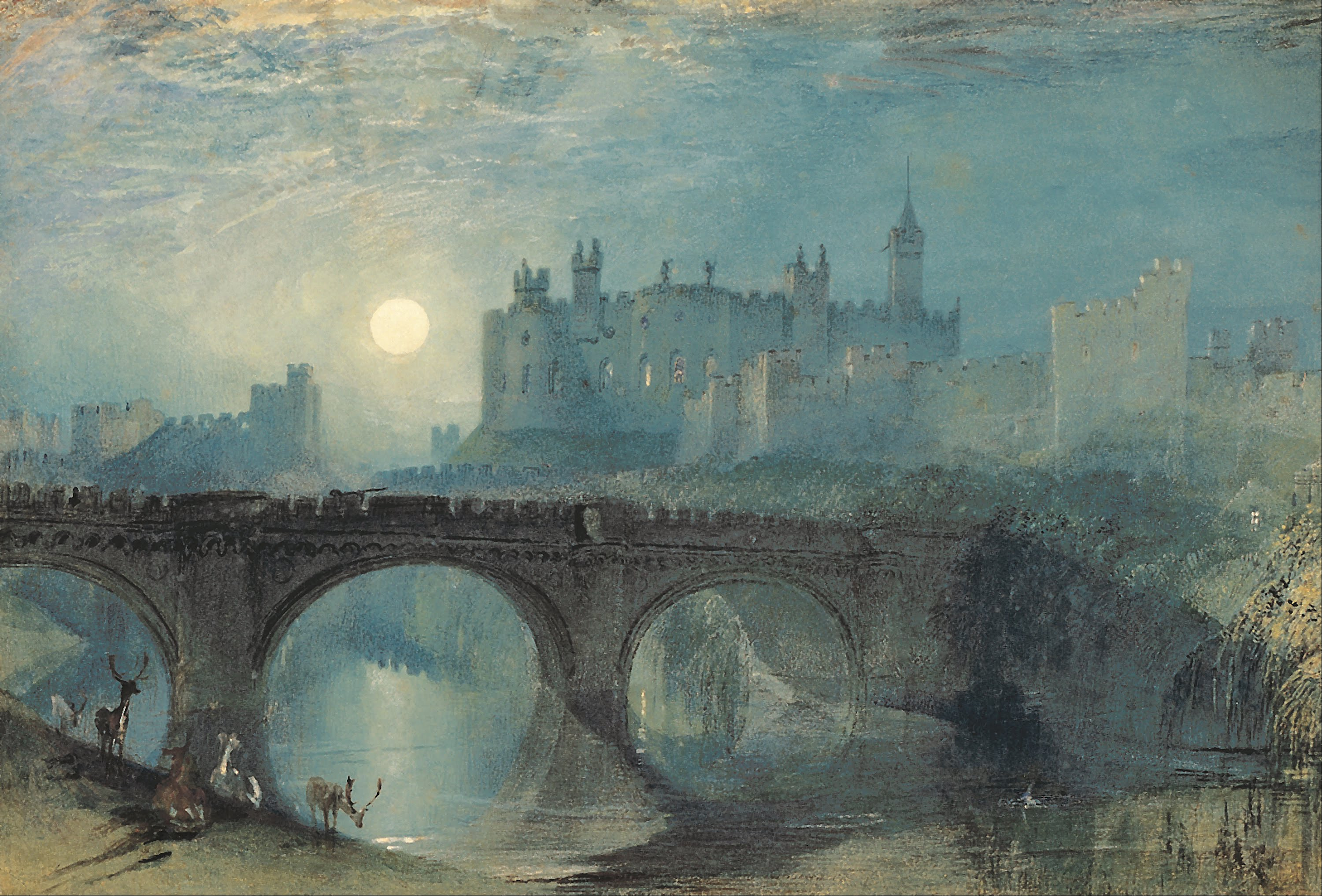
جي إم دبليو تيرنر، قلعة ألنويك، 1829
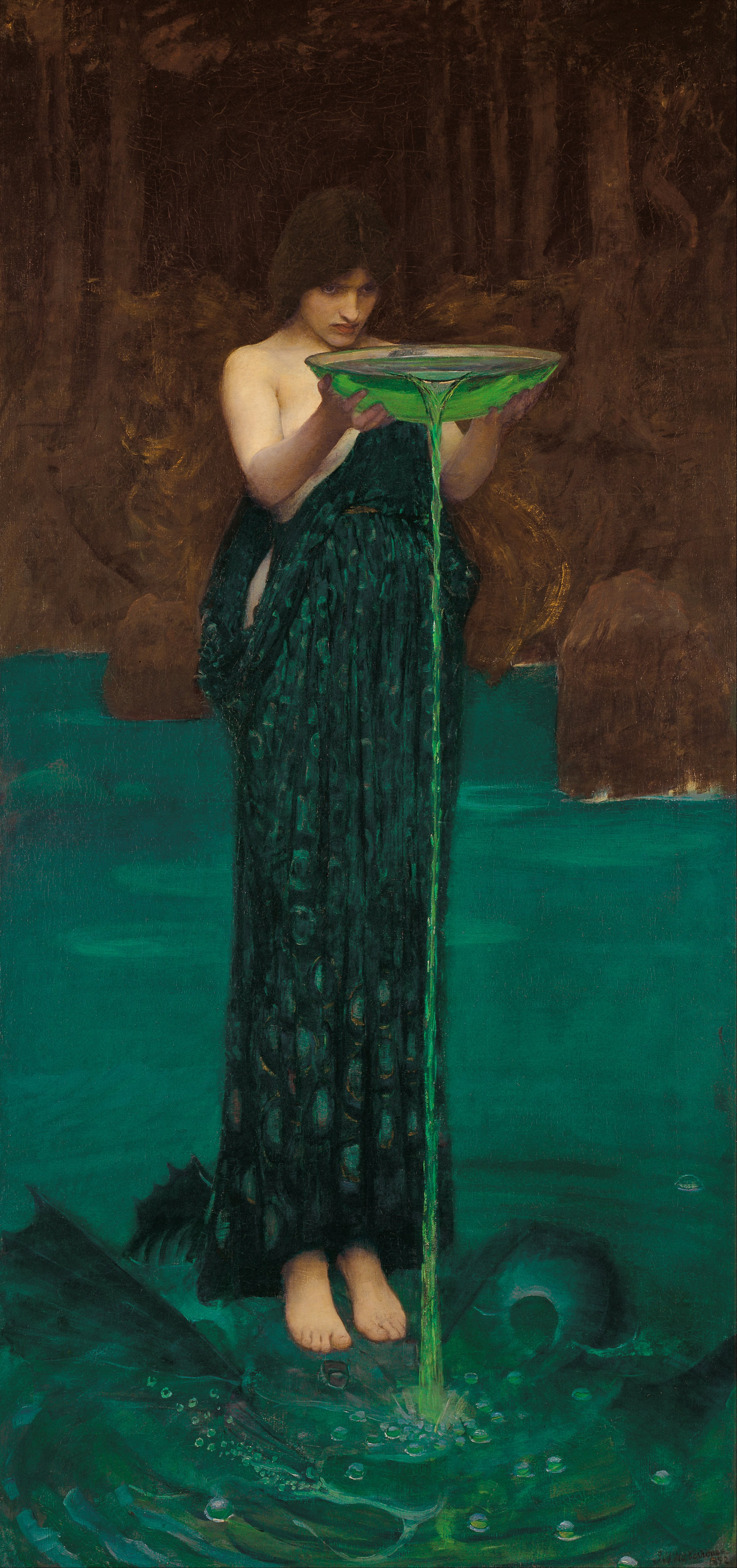
جي دبليو ووترهاوس، سيرس إنفيديوزا  [لغات أخرى]‏، 1892

## روابط خارجية
- معرض الفنون بجنوب أستراليا
- معرض الفنون لصفحة قاعدة أرتاب جنوب أستراليا